# ناحیه مسکیانه
ناحیه مسکیانه (به عربی: دائرة مسکیانة) یک ناحیه در الجزایر است که در استان ام‌البواقی واقع شده‌است.